# Максютін Сергій Григорович
Сергій Григорович Максютін (7 листопада 1914 року, c. Братське, Миколаївської області - 31 жовтня 1997, с. Созонівка, Кіровоградська область, Україна) - український радянський педагог, один із славетної плеяди директорів шкіл в період «золотих десятиліть педагогічної думки на Кіровоградщині». Заслужений вчитель УРСР.

## Життєпис
Педагогічну діяльність розпочав ще на початку тридцятих років, у юнацькому віці, коли у неповних 17 років за путівкою райкому став працювати вчителем Кривопушанської семирічної школи Братського району Миколаївської області. Такий був час - рік 1932. На початку 1933 року призначений директором школи. До 1940 року закінчив Кіровоградський педагогічний технікум, а потім інститут.  Працював інспектором шкіл Кіровоградського району. Згодом, у 1960 році закінчив Одеський національний університет імені І. І. Мечникова.
Відповідав за евакуацію худоби в східні райони країни. У 1941 році після завершення цього завдання, евакуювавшись в Калмицьку автономну республіку, добровольцем пішов на фронт. 1942 рік - офіцерські курси, командир стрілецької роти. Участь у боях Степового та другого Українського фронтів. Глибокі рейди в тил ворога. Кровопролитні бої за визволення ряду областей Росії та України, зокрема — Белгорода, Липецька, Харкова, Курська, Полтави, Кременчука, Дніпропетровська.
У 1943 році брав участь у форсування Дніпра  у Верхньодніпровському районі Дніпропетровської області, визволенні Правобережжя. Отримав тяжке поранення і звільнився в запас. За виконання завдань особливої значимості нагороджений орденами Леніна, Великої Вітчизняної війни І та ІІ ступенів, Трудового Червоного Прапора, знаку Пошани та десятьма медалями.
З інтересу починалася школа радості - справа всього життя Сергія Григоровича - школа, яка стала його мрією і дійсністю, його радістю і тривогою, творчістю і творінням, - школою Максютіна. «Без пошуку, без експерименту - немає руху, немає розвитку школи. Бачити, спостерігати, робити… де ці три речі, там є і жива думка, що загострює розум» - стверджував Сергій Григорович. А йшов до своєї школи син сільського механіка, комсомолець Сергій Максютін не рік і не два, він йшов до неї все життя. А тоді, у 1945-му, як колишній командир розвідроти приймав школу, класи її розміщувались у старому, спорудженому ще в дореволюційні роки приміщенні.
У 1956 році удостоєний звання заслуженого учителя школи УРСР.
Рішенням Президії АПН СРСР від 24 травня 1974 року С. Г. Максютіну присуджено почесний диплом переможця Всесоюзного конкурсу вчительських доповідей. У 1978 році досвід роботи очолюваної ним школи було вивчено Академією педагогічних наук та схвалено колегією Міністерства освіти УРСР.
Суть досвіду: забезпечення оригінального підходу до організації навчально-виховного процесу в школі продовженого дня, раціональне чергування розумової, фізичної праці і відпочинку учнів, турбота про збереження і зміцнення їх здоров'я, забезпечення всебічного розвитку школярів, формування творчої особистості, зміцнення співдружності з підрозділами обласної сільськогосподарської дослідної станції, з батьками і громадськістю.
Після виходу на пенсію Сергій Григорович  продовжував працювати в обласному інституті удосконалення вчителів, керуючи обласною науково-педагогічною лабораторією з актуальних проблем дальшого розвитку і вдосконалення шкіл та груп продовженого (повного) дня. Пам'ятають та вшановують тут Максютіна донині. У музейній кімнаті з історії освіти Кіровоградщини розміщені матеріали про його педагогічну діяльність. З нагоди 100-річчю від дня народження відомого педагога, працівники обласного інституту удосконалення брали участь у ювілейних заходах у Созонівському НВК.
З 16 травня 1980 року обіймав посаду заступника голови обласної Ради Педагогічного товариства УРСР [Архівовано 13 березня 2022 у Wayback Machine.].
С. Г. Максютін пішов з життя 31 жовтня 1997 року, не доживши сім днів  до свого 83-річчя.
Кіровоградською райдержадміністрацією засновано педагогічну премію імені С. Г. Максютіна, яка щорічно присуджується на конкурсній основі педагогічним колективам, працівникам відділу освіти, молоді та спорту, інформаційно-ресурсного методичного центру, ветеранам педагогічної праці та педпрацівникам закладів загальної середньої освіти району за значні досягнення у справі навчання і виховання молоді, у розвитку освіти, популяризації оригінальних педагогічних знахідок.

## Творчість
Роки, фронтові рани, пережите брали своє, та Сергій Григорович, повний творчої наснаги, планів, їздив по області, охоче бував у найвіддаленіших школах, щедро ділився своїм піввіковим досвідом. Невтомний, невгамовний «генератор ідей», він продовжував робити те, що робив все своє життя: вчив і вчився.
Сергій Григорович — заслужений вчитель України, відмінник народної освіти, ветеран педагогічної праці, учасник Великої Вітчизняної війни, кавалер ордена Леніна та багатьох трудових і бойових нагород.
Автор 18 друкованих праць, майже 140 статей у газетах та журналах. Завдяки його зусиллям у селі виросло приміщення школи з добре обладнаними навчальними кабінетами, майстернями, спортивним майданчиком та іншими допоміжними приміщеннями. У 2005 році, до 100-річчя школи, при ній було відкрито шкільну музейну кімнату, присвячену діяльності С. Г. Максютіна.